# Jan Verhaas
Jan Verhaas, (ur. 5 października 1966 w Maassluis) – holenderski sędzia snookerowy, jeden z sześciu sędziujących mecze światowej czołówki tego sportu. Obecnie mieszka w Brielle.

## Kariera
Jego pierwszym zawodem była praca w koncernie paliwowym Royal Dutch/Shell pod koniec lat 80. XX wieku. W 1990, w wieku 24 lat przeszedł szkolenia sędziowskie i zaczął amatorsko sędziować mecze snookera. Zaledwie rok później, w 1991 sędziował na turnieju w Rotterdamie. Od tamtej pory został zauważony przez władze snookerowe i rozpoczął profesjonalne szkolenia.
Pierwszy profesjonalny mecz przez niego sędziowany odbył się w 1993 pomiędzy Steve'em Davisem a Tonym Drago. Przez kilka następnych lat stał się jednym z najpopularniejszych i najbardziej poważanych sędziów snookerowych na świecie. W 2003, po 10 latach został pierwszym człowiekiem spoza Wielkiej Brytanii, który sędziował mecze na Mistrzostwach świata w snookerze. Trzy lata później również na Mistrzostwach świata sędziował ich finał, oraz finał Mistrzostw świata w 2013.
W świecie snookera jest znany ze swojej śmiałości; nie boi się skrytykować i uciszyć publiczności, czy też odezwać się do zawodnika po imieniu. Jest bardzo lubiany wśród profesjonalnych graczy. Ze względu na jego nienaganny styl bycia, kibice snookera podczas turnieju China Open w 2002 nadali mu pseudonim James Bond. Wyróżnia go również wysoki wzrost. Jak sam przyznaje, jego ulubionym zawodnikiem jest Ronnie O’Sullivan, zaś ulubionym sędzią O’Sullivana jest właśnie Verhaas, ale nie przeszkadza mu to w zachowaniu obiektywizmu.
Podczas turnieju World Open we wrześniu 2010 roku, Verhaas odegrał rolę w zdobyciu przez O’Sullivana 10 breaka maksymalnego. Podczas podejścia, zawodnik polecił sędziemu by poszedł i dowiedział się, jaka jest specjalna nagroda za maksymalny break, Verhaas po sprawdzeniu przekazał, iż nie została ona ustanowiona. Przed wbiciem ostatniej bili O’Sullivan chciał podejść do przeciwnika (był nim Mark King) i zakończyć mecz, Verhaas jednak go zatrzymał i poprosił by ten dokończył breaka i wbił ostatnią bilę, co też O’Sullivan uczynił, po meczu jednak przyznając iż zrobił to dlatego, że Verhaas go przekonał.
W swojej karierze sędziował przy 8 udanych próbach wbicia breaka maksymalnego. Cztery z nich są autorstwa Ronniego O’Sullivana. 
13 sierpnia 2025 ogłosił zakończenie swojej kariery sędziowskiej.
Poza snookerem Jan Verhaas interesuje się również piłką nożną. Gra także w rzutki i pokera oraz nurkuje.